# Bagrat Galstanjan
Bagrat Galstanjan (ur. 1971 w Giumri) – duchowny Apostolskiego Kościoła Ormiańskiego, od 2003 biskup Tawusz. Sakrę otrzymał 22 czerwca 2003 roku z rąk Karekina II. Ingres miał miejsce 15 czerwca tego samego roku. Posiada obywatelstwo kanadyjskie.
W 2024 roku poprowadził marsz z Tawuszu do Erywania. Stał się jednym z przywódców protestów (znanych jako Tawusz dla Ojczyzny) sprzeciwiających się polityce rządu Nikola Pasziniana dotyczącej Górskiego Karabachu i procesu demarkacji granicy Armenii z Azerbejdżanem, który ma doprowadzić do zawarcia porozumienia pokojowego pomiędzy oboma państwami. W trakcie protestów wysunięto kandydaturę Galstanjana na premiera.